# Arthur Pet
Pour les articles homonymes, voir Pet.
Arthur Pet est un explorateur anglais du XVIe siècle.

## Biographie
Avec Charles Jackman, Arthur Pet dirige en 1580 une expédition pour la Compagnie de Moscovie afin de découvrir le Passage du Nord-Est.
Pet est le responsable du George et Jackman du William. Pet a fait partie auparavant de l'expédition de Richard Chancellor et Jackman était le seconde Martin Frobisher lors de sa deuxième expédition.
Ils reçoivent l'ordre de naviguer vers Vardø, puis le long de la côte nord de la Sibérie, ce qui devait prendre moins de 36 jours dans de bonnes conditions, et de là vers le sud jusqu'en Chine.
Le 9 juin 1580, ils quittent ainsi Harwich. Le 12 juillet, les deux navires se séparent au large de la péninsule de Kola en raison de difficultés de pilotage du William et s'arrangent pour se rencontrer sur l'île Vaïgatch. Pet explore les environs de l'île Vaïgatch et le sud de la Nouvelle-Zemble avant de traverser le détroit de Kara le 27 août. Cela fait d'eux les premiers Européens de l'Ouest à pénétrer dans la mer de Kara.
Pet atteint la baie de la Kara où il rencontre à nouveau Jackman. Les glaces bloquant la progression vers l'est et les deux navires déjà endommagés par les glaces, ils décident de rebrousser chemin le 6 septembre. Au retour, les navires sont de nouveau séparés mais parviennent à rentrer malgré cela en Norvège. Le William disparait vers l'Islande alors que Pet atteint Ratcliff (en) avec son navire le 5 janvier. On ne saura plus jamais rien de Jackman.
Le journal de Pet comprend un croquis de la mer de Kara par Hugh Smith.